# Bourg-Beaudouin
Bourg-Beaudouin es una localidad y comuna francesa situada en la región de Alta Normandía, departamento de Eure, en el distrito de Les Andelys y cantón de Fleury-sur-Andelle.

## Historia
Bourg-Beaudouin, entre Caux y Vexin, es un pueblo rural normando. Viejo pueblo cuyo origen se remonta a los primeros años del año 1000.
Vivió a lo largo de los siglos de una economía repartida entre la agricultura y el comercio alrededor de su parada de los Correos reales, luego imperiales.
Hoy, el pueblo es encantador con un terreno de fútbol, una charca, una escuela municipal y un viejo chateau en ruinas.

## Demografía
| 312 | 323 | 343 | 446 | 624 | 675 |
| Para los censos de 1962 a 1999 la población legal corresponde a la población sin duplicidades (Fuente: INSEE [Consultar]) |     |     |     |     |     |

## Lugares de interés
La charca, un lugar para paseos y descanso.